# FC Willisau
FC Willisau is een Zwitserse voetbalclub uit Willisau. Willisau speelt in de 2. Liga Interregional, wat overeen komt met het 5de niveau van het Zwitserse voetbal.